# Protagoras (Platon)
 (septembre 2017).
Si vous disposez d'ouvrages ou d'articles de référence ou si vous connaissez des sites web de qualité traitant du thème abordé ici, merci de compléter l'article en donnant les références utiles à sa vérifiabilité et en les liant à la section « Notes et références ».
Pour les articles homonymes, voir Protagoras (homonymie).
Le Protagoras (ou Les Sophistes) est un dialogue de Platon. Pour Platon et Socrate, le dieu est la mesure de toute chose. Pour le sophiste, l'homme est la mesure de toute chose.

## Dates

### Date de la composition duProtagoras
Sans rentrer dans la catégorie des « Premiers Dialogues », ce texte, d'après plusieurs savants[Lesquels ?], fait néanmoins partie des œuvres de jeunesse du philosophe : ils pensent qu'il fut probablement composé à la suite du Lachès, du Charmide et du Lysis. D’autres experts[Lesquels ?] ont vivement contesté cette date et une analyse par logiciel l'a placé le plus proche stylistiquement du Banquet, et ainsi un dialogue de la maturité de Platon.

### Date du déroulement du dialogue
On peut déduire de la présence des deux fils de Périclès, morts en –429, que le dialogue est censé se dérouler entre –432 et –430, peu avant la guerre du Péloponnèse.

## Personnages

### Personnages intervenant dans la discussion
- Socrate
- Hippocrate : il s’agit d’un simple ami de Socrate, à ne pas confondre avec son homonyme Hippocrate de Cos, fondateur de la médecine. C'est lui qui a amené Socrate à Protagoras, lui faisant éloge de sa science.
- Protagoras : sophiste particulièrement réputé. Ses longs voyages à travers la Grèce, la Sicile et l’Italie lui permirent de dispenser son immense savoir à qui voulait en bénéficier, ce qui le rendit très riche. Il opposait notamment, à Socrate, que « l'homme est la mesure de toute chose[2], de celles qui sont, qu'elles sont, de celles qui ne sont pas, qu'elles ne sont pas »[3]. Cette célèbre formule qui ouvrait son traité La Vérité ou Discours renversants explique que le nom de relativisme ait été donné à sa théorie de la connaissance.
- Hippias : Hippias est un autre sophiste, originaire de la cité d’Élis. Connu de tous les Grecs et réputé maîtriser de nombreuses sciences, qu’il s’agisse des mathématiques, de l’astronomie ou de la rhétorique, il ne joue ici qu’un rôle secondaire, s’effaçant pour laisser parler Protagoras.
- Prodicos : Prodicos, de l’île de Céos, est un sophiste représentant le mouvement des synonymistes. Il était spécialisé dans l'étude des différentes significations des mots. Son personnage, lui aussi, apparaît assez peu, mais suffisamment tout de même pour donner l’occasion à Platon de railler sa manie d’établir de subtiles distinctions entre des mots très proches.
- Callias : riche notable athénien dans la maison duquel a lieu le dialogue. C'est le bienfaiteur des sophistes, personnage retors qui trempa dans de nombreuses affaires financières et politiques.
- Alcibiade : Alcibiade est un célèbre homme politique et général athénien, à l’existence mouvementée, faite de trahisons et de réconciliations. Il intervient plusieurs fois dans le dialogue pour prendre la défense de Socrate, lequel se déclare toujours amoureux de lui, comme dans le Premier Alcibiade.

### Personnages muets
- Entourant Protagoras : Paralos et Xanthippe (les deux fils de Périclès), Charmide et Critias (voir Charmide).
- Entourant Hippias : Éryximaque, Phèdre de Myrrhinonte (voir Le Banquet) et Andron.
- Entourant Prodicos : Pausanias, Agathon et deux personnages nommés Adimante.
- Le dialogue fait allusion à Pythoclidès de Céos, maître de musique et joueur de flûte[4]

## Contenu
Le Protagoras aborde sous plusieurs angles la question de la vertu ou de l’excellence, en s’attachant à définir les parties qui la composent, mais aussi à déterminer si elle peut s’enseigner ou non.

### Scène introductive
Alors que l’aurore est à peine levée, Hippocrate accourt chez son ami Socrate et frappe bruyamment à sa porte. Avec l’enthousiasme naïf de la jeunesse, il explique au philosophe que le grand Protagoras serait, dit-on, en ville, chez son hôte Callias. D’aucuns disent même qu’il serait accompagné d’autres sophistes très célèbres, comme Hippias d'Élis ou Prodicos de Céos.
Socrate devine les raisons d’une telle agitation : Hippocrate, comme beaucoup de jeunes gens de son âge, rêve visiblement de devenir le disciple de Protagoras, quitte à débourser une somme d'argent importante pour cela. Sans vouloir le décourager, Socrate veut néanmoins dans un premier temps tempérer ses ardeurs : il accepte de l’accompagner et de l’introduire auprès du sophiste, mais il serait inconvenant d’arriver si tôt, dit-il, et le mieux est d’attendre une heure moins matinale en se promenant dans les environs. Socrate va profiter de cette promenade pour amener Hippocrate à se poser davantage de questions sur l’enseignement prétendument exceptionnel dispensé par les sophistes. Tandis qu’un joueur de flûte peut enseigner à jouer de la flûte, ou qu’un sculpteur peut enseigner la sculpture, Platon demande ce qu’enseigne le sophiste.
Son art, répond Hippocrate, consiste à « rendre les hommes habiles à parler ». Mais la question n’est pas résolue : il faut que le sophiste rende habile à parler sur une matière ou une autre, et pour cela il lui faut maîtriser cette matière. Quant à savoir de quelle matière il s’agit, Hippocrate s’avoue incapable de répondre.
Socrate met alors en garde son ami, qui cherche avec tant d’ardeur à bénéficier d’un enseignement dont il ignore tout, demandant si on consulterait un médecin sans savoir si ses soins nous feront du bien ou du mal, car c’est bien là ce dont il s’agit chez les sophistes : tel un épicier vantant sans distinction l’ensemble de ses marchandises, sans s’inquiéter de leur impact sur la santé, le sophiste assène en vrac de multiples connaissances à son disciple, sans faire le tri, pour la santé de l’âme, entre les choses bonnes, inutiles et corruptrices.
C’est fort de ces recommandations qu’Hippocrate est conduit par Socrate jusqu’à la demeure de Callias. L’eunuque de service, les prenant pour un énième arrivage de sophistes, leur ferme une première fois la porte au nez. Ce n’est qu’après avoir résolu ce malentendu que le portier indélicat laisse entrer les deux amis. À l’intérieur les attend un tableau d’envergure : Protagoras, Hippias et Prodicos, chacun accompagné d’une imposante escorte de disciples, occupent les lieux. Ils conversent dans différents coins d’une vaste pièce, à l’exception de Prodicos, ronflant encore sous ses couvertures.
Socrate va directement à Protagoras et lui explique l’objet de sa visite : soucieux de la bonne éducation de son ami Hippocrate, il tient à entendre de la bouche même de Protagoras pourquoi l’enseignement qu’offre ce dernier est d’une telle excellence. Visiblement flatté d’être préféré à ses confrères, témoins de la scène, Protagoras ne voit aucun inconvénient à ce que toutes les personnes présentes fassent cercle autour d’eux et les écoutent discourir.

### La question de l’enseignement de la vertu
Protagoras n’a jamais donné dans la modestie : Hippocrate a raison de s’adresser à lui, affirme-t-il, car il compte effectivement parmi les meilleurs sophistes de toute la Grèce, et pourra doter son nouvel élève d’une excellente éducation. Il lui enseignera, notamment, « la meilleure façon de gouverner sa maison et, dans les affaires de la cité, le mettra le mieux en état d’agir et de parler pour elle ». Autrement dit, il fera de son disciple un brillant politicien.

#### Selon Socrate, l’excellence ne peut s’enseigner à la manière des sophistes
Socrate ne manque pas de s’incliner devant l’étendue du savoir de Protagoras. Une chose pourtant le préoccupe : il était jusqu’alors persuadé que l’excellence, par nature, ne pouvait s’enseigner, et ce malgré toutes les prétentions des sophistes à ce sujet. Il fonde ce raisonnement sur deux arguments :
- lorsqu’une discussion porte sur un sujet technique (médecine, cordonnerie, construction navale…), seuls les spécialistes sont habilités à parler et à donner leur avis. Quand, en revanche, la discussion est de nature politique, alors chacun se sent autorisé à émettre son opinion, sans avoir jamais reçu l’enseignement d’un maître à ce sujet : ce comportement est bien la preuve que l’on considère la politique comme ne pouvant être enseignée ;
- les citoyens athéniens les plus doués dans l’art de la politique, Périclès le premier, se révèlent incapables d’enseigner leur savoir aux gens qui les entourent, y compris à leurs propres enfants.

#### Le discours de Protagoras et le mythe de Prométhée
Protagoras, pour réfuter Socrate point par point, se lance alors dans un discours.
Pour le premier argument, le sophiste a recours à la mythologie grecque, en contant le mythe de Prométhée (celui qui réfléchit avant) et de son frère Épiméthée (celui qui réfléchit après). Prométhée est chargé par les dieux, à la création du monde, de distribuer les qualités et les dons physiques parmi les êtres vivants.
Epiméthée demande à s'en occuper. Il se met scrupuleusement à la tâche, guidé, semble-t-il, par la double exigence de juste équilibre et de diversité harmonieuse : le plus fort sera moins rapide et le petit animal saura voler dans les airs ou se tapir sous la terre. L'un aura des poils, l'autre une peau, l'un sera carnivore et l'autre herbivore. Mais quand toutes les espèces sont harmonieusement dotées et tous les talents généreusement distribués, l'erreur d'Epiméthée éclate au grand jour : l'homme a été oublié. L'homme reste nu et sans défense.
Prométhée, pour réparer l’erreur de son frère, va voler les secrets du feu et de l'habileté technicienne aux dieux Héphaïstos et Athéna. Il donne le savoir technique aux hommes, permettant de compenser leur nudité. Pour éviter que les hommes, détenteurs de ces nouveaux pouvoirs, n’en viennent à s’entretuer, Zeus leur accorda aussi à tous, par l'intermédiaire du dieu Hermès, les sentiments de la pudeur (aidôs) et de la justice (dikè), fondateurs de la conscience politique et de la vie en communauté. C’est la raison pour laquelle chaque homme a en lui la notion de la politique et peut exprimer une opinion à ce sujet. Par ailleurs, souligne Protagoras, toute société humaine tend à punir les hommes ayant fait preuve d’injustice et de perversion vis-à-vis du reste de la communauté. Le châtiment du coupable est alors censé servir d’exemple, et enseigner la vertu tant à l’intéressé qu’aux autres citoyens.
Si, enfin, les fils des grands hommes politiques ne sont souvent pas à la hauteur de leurs parents, c’est tout simplement qu’ils sont moins doués. Toutefois, de même qu’un mauvais joueur de flûte sera malgré tout meilleur que quelqu’un n’en ayant jamais fait, les citoyens grecs pauvres en vertu paraîtront tout de même des modèles de sagesse par rapport aux barbares des contrées lointaines n’ayant, eux, jamais reçu d’enseignement de l’excellence. Protagoras clôt son argumentation en comparant la vertu à une langue maternelle : si on peut l'apprendre sans maître particulier, écoutant et imitant, ce n'est pour autant pas une raison pour affirmer qu'elle n'est pas un savoir susceptible d'être enseigné.
Protagoras réinvente en quelque sorte le mythe de Prométhée et d'Epiméthée, pour les besoins de sa démonstration. Il prolonge le mythe traditionnel par l'intervention de Zeus qui apporte à tous les hommes, à parts égales, le sens politique sans lequel aucune vie sociale n'est possible. On retrouve ainsi en filigrane deux thèmes majeurs de la pensée des sophistes : une valorisation de la technique, fondement de la civilisation matérielle et une valorisation du citoyen, fondement de la démocratie.

### L’excellence comme fin en soi, ou comme comprenant des parties distinctes
Socrate, hypnotisé par l’éloquence de son interlocuteur, met du temps avant de réaliser que le beau discours a pris fin. Et il ne peut alors, au nom de tous, qu’en féliciter son brillant auteur. Il aimerait simplement poser une dernière question mineure à laquelle Protagoras, il en est sûr, n’aura aucun mal à répondre : ce dernier, dans son discours, a fait référence de manière assez désordonnée aux notions de sagesse, de justice, de vertu, comme si elles étaient quelque chose d'unique, en un mot : la vertu. Pourrait-il donc se montrer plus précis ? Est-ce que la vertu est une chose unique, et la justice, la sagesse, la piété n'en seraient que ses parties, ou bien est-ce que toutes les qualités citées sont des vertus distinctes ?
Protagoras répond à cette requête avec assurance : la vertu est une, mais les qualités dont parle Socrate en sont des parties distinctes, au même titre que le visage est un, tout en étant composé des yeux, du nez ou des oreilles. Ces parties de la vertu sont même traditionnellement au nombre de cinq : la justice, la piété, la tempérance, la sagesse et le courage. Socrate conteste cette vision des choses : on ne peut faire de ces parties de l’excellence des éléments aussi distincts que le nez et les oreilles, ou dire que la justice n’est pas pieuse, que la sagesse n’est pas juste. C’est donc bien que, même si elles sont distinctes, ces parties de l’excellence ont certains rapports de ressemblance. Par ailleurs, partant du principe qu’une notion a un seul contraire, Socrate amène Protagoras à la conclusion que, ayant toutes deux pour contraire la folie, la sagesse et la tempérance sont une seule et même chose. Sur le point de recommencer la même démonstration avec la tempérance et la justice, Socrate est interrompu par son interlocuteur, impatienté de tant d’arguties.

### Intermède sur la poésie
Le dialogue semble sur le point d’être rompu : la mauvaise humeur de Protagoras, fatigué de répondre à toutes ces questions, ne le cède en rien à celle de Socrate, indisposé par la longueur des réponses de son interlocuteur.
Grâce aux médiations successives de Callias, Alcibiade, Critias, Prodicos et Hippias, les deux intéressés acceptent finalement de renouer le fil de la conversation, à la condition que le questionneur soit désormais Protagoras.
Ce dernier, pour calmer les esprits, fait repartir le dialogue sur un tout autre sujet, la poésie, au motif qu’elle constitue un élément essentiel de l’éducation. Il choisit de commenter un poème composé par Simonide, et de surprendre l’auteur en flagrant délit de contradiction : après avoir écrit qu’il est difficile de devenir vertueux, ce dernier critique ensuite quelqu’un ayant affirmé qu’il est difficile d’être excellent et vertueux. Parodiant la technique de Prodicos de Céos consistant à établir de subtiles distinctions entre des synonymes, Socrate commence par proposer une explication fantaisiste qu’il fait approuver par Protagoras, avant de révéler qu’il ne s’agissait que d’une plaisanterie, ridiculisant complètement ce dernier. Il suggère ensuite sa propre interprétation : s’il est en effet difficile mais possible de devenir vertueux pour un temps, il est en revanche impossible de l’être perpétuellement. Mais tout cela n’a pas grande importance, assure-t-il : commenter les poètes est une occupation vaine, car il est possible de leur faire dire à peu près n’importe quoi. Socrate prie donc Protagoras de bien vouloir revenir au sujet principal de la discussion.

### La question du courage comme seule partie de l’excellence réellement distincte
Protagoras accède à la requête de son interlocuteur, de mauvaise grâce. Mais l’intermède lui a donné le temps de préparer une nouvelle réponse : s’il est vrai que, parmi les parties de la vertu, la sagesse, la justice, la piété et la tempérance ont quelques similitudes, en revanche le courage est un concept tout à fait distinct, car on peut se révéler courageux tout en étant injuste ou impie.
Socrate reprend ici une argumentation déjà développée dans le Lachès : le courage, quand il prend son fondement dans la folie, n’est plus du courage mais de la témérité. Un homme, pour être courageux, doit donc aussi faire preuve d’une certaine sagesse, ce qui prouve que le courage a bien des similitudes avec les autres parties de l’excellence.
Par ailleurs, il est dans la nature de l’homme de rechercher ce qu’il juge agréable et de fuir ce qu’il juge désagréable. Si, tenté par les plaisirs de l’instant présent, il ne fait pas une chose qu’il pense désagréable mais qui aurait à l’avenir de bonnes conséquences (gain en sagesse, en force physique…), il agit par ignorance et manque de science. Les lâches, ainsi, ne sont lâches que par ignorance de ce qui est réellement à craindre et de ce qui ne l’est pas. Partant de là, le courage est la science des choses à craindre et de celles qui ne le sont pas.
Socrate, élargissant son propos aux autres parties de l’excellence, en arrive alors à la conclusion que la vertu se confond avec la science, et qu’il serait donc bien étonnant qu’elle ne puisse pas s’enseigner. Socrate ne cherche pas à montrer l'identité des cinq vertus, mais à  montrer qu'elles sont toutes science. Bref, il soutient la thèse opposée à sa position initiale, lorsqu’il affirmait que la vertu ne pouvait s’enseigner, et s’en amuse auprès de Protagoras. D'ailleurs, Protagoras qui soutenait au début du dialogue que la vertu pouvait s'enseigner, finit par penser le contraire !
Les deux interlocuteurs, après un échange de politesse, prennent congé, et le rassemblement se disperse, mettant fin au dialogue.

### Vertu de la musique[5]
Tout comme il l'expose au Livre III de la République, Platon insiste sur la propriété éducative et « civilisante » de la musique.

## Postérité
Le Protagoras est un dialogue remarquablement riche, présentant de multiples facettes. Sur le plan philosophique, la doctrine socratique tendant à identifier la science et la vertu est clairement affirmée. Savoir et vertu sont liés, au sens qui corrobore l'idée suivant laquelle nul ne saurait commettre le mal volontairement : un homme est injuste car il ignore où se situe le vrai bien, non parce qu’il veut être injuste. Par ailleurs, on peut percevoir une ébauche de la doctrine des Idées développée plus tard par Platon à travers la notion de « vertu une en soi », ayant en quelque sorte sa substance propre et immuable.
Le Protagoras est le dialogue qui explique on ne peut plus clairement les règles du dialogue socratique. Il s'agit d'un entretien entre deux personnes, un questionnant et un répondant, dont les rôles peuvent être inversés au cours du dialogue, pourvu que cette inversion soit méthodiquement signalée et circonscrite sur un temps reconnu par chacun. Le dialogue consiste à répondre strictement à ce qui est demandé, sans refuser d'argumenter, sans se perdre dans de longs discours. Le dialogue ne nécessite pas d'arbitrage extérieur, car ce sont deux intelligences qui se mettent à l'épreuve, s'entretiennent entre elles. Enfin, l'interlocuteur doit s'investir sans restriction dans les positions qu'il soutient. L'accord doit être entier, libre, sincère et ne pas comporter d'accords de complaisance.
L’œuvre présente tout autant d’intérêt, sinon davantage, sur le plan littéraire et historique, et ce grâce à la peinture de l’univers des sophistes. De fait, le Protagoras peut se lire autant comme un essai philosophique que comme une pièce de théâtre, tant les personnages sont travaillés et la mise en scène réaliste.